# Dzigai Vallis
La Dzigai Vallis è una struttura geologica della superficie di Marte.